# Sylwester Czereszewski
Sylwester Czereszewski (* 4. Oktober 1971 in Gołdap) ist ein ehemaliger polnischer Fußballspieler.

## Werdegang
Sylwester Czereszewski kam bereits 1989 als Jugendlicher zu Stomil Olsztyn (jetzt OKS 1945 Olsztyn), für die er dann auch 1994 in der Ekstraklasa debütierte. Bereits in seiner ersten 1. Liga Saison absolvierte er alle 34 Spiele und schoss 7 Tore. Insgesamt spielte er drei Erstligasaisons für Stomil Olsztyn, bevor er 1997 zum polnischen Topverein Legia Warschau wechselte. Mit Legia holte er alle seine Titel. 1997/98 wurde Czereszewski (zusammen mit zwei anderen Spielern) mit 14 Toren polnischer Torschützenkönig. 2001 wurde er für ein halbes Jahr an den Chinesischen Club Jiangsu Shuntian ausgeliehen. Nach seiner Rückkehr nach Polen spielte er noch für Lech Posen, Górnik Łęczna und Odra Wodzisław.
Czereszewski spielte 23-mal für die polnische Fußballnationalmannschaft und erzielte 4 Tore. Er nahm allerdings nie an einer EM oder WM teil.
Nach der Saison 2005/06 beendete der Pole seine aktive Laufbahn als Spieler. 

## Erfolge
- Polnischer Meister (2002)
- Polnischer Pokalsieger (1997)
- Polnischer Ligapokalsieger (2002)
- Polnischer Supercupsieger (1998)
- Polnischer Torschützenkönig (1998)